# YLA Studios
YLA Studios är en inspelningsstudio i Malmö där t.ex. Robin Stjernberg, Alexander Rybak, Jill Johnson, Rongedal, Suzzie Tapper, Shirley Clamp, Meredith Brooks, Liberator, m.fl. spelat in. Studion startade 1998 och byggdes 2004 ut med ytterligare en studio, som även fungerar som två iso-rum tillhörande studio 1.
Studion drivs av Amir Aly, musiker, låtskrivare och musikproducent.